# اكمة الخمري (السبرة)

تعديل مصدري - تعديل

اكمة الخمري محلة تابعة لقرية الشاجبة، التابعة لعزلة بلادالشعيبي السفلى بمديرية السبرة إحدى مديريات محافظة إب في الجمهورية اليمنية.، بلغ تعداد سكانها 109 حسب تعداد اليمن لعام 2004.